# Le Mesnil-Saint-Denis
Le Mesnil-Saint-Denis är en kommun i departementet Yvelines i regionen Île-de-France i norra Frankrike. Kommunen ligger i kantonen Chevreuse som tillhör arrondissementet Rambouillet. År 2022 hade Le Mesnil-Saint-Denis 7 103 invånare.

## Befolkningsutveckling
Antalet invånare i kommunen Le Mesnil-Saint-Denis
| Referens: INSEE |